# Sarah (film, 1978)
Pour plus de détails, voir Fiche technique et Distribution.
Sarah (titre original : International Velvet) est un film américain réalisé par Bryan Forbes, sorti en 1978.

## Synopsis
À la mort de ses parents, tués au cours d'un terrible accident, Sarah Brown est recueillie par sa tante Velvet, une ancienne championne d'équitation. La jeune fille quitte alors l'Arizona pour aller vivre en Angleterre. D'abord passablement déroutée par cette toute nouvelle existence, Sarah finit peu à peu par s'y habituer, soutenue par Velvet et son compagnon John. La jeune fille se prend à son tour de passion pour les chevaux, au point de vouloir suivre les traces de sa tante en se lançant elle aussi dans la compétition. Entraînée par le capitaine Johnson sous l'œil exigeant de Velvet, elle est finalement sélectionnée pour les jeux Olympiques

## Fiche technique
- Titre original : International Velvet
- Réalisation : Bryan Forbes
- Scénario : Bryan Forbes, d'après une œuvre d'Enid Bagnold
- Directeur de la photographie : Tony Imi
- Montage : Timothy Gee
- Musique : Francis Lai
- Société de production : Metro-Goldwyn-Mayer
- Pays de production :  États-Unis
- Langue : anglais
- Format : Couleur (Metrocolor) - 1,85:1 - Mono - 35 mm
- Durée : 127 minutes
- Dates de sortie : 
  - États-Unis : 19 juillet 1978
  - France : 15 novembre 1978

## Distribution
- Tatum O'Neal : Sarah Brown
- Christopher Plummer : John Seaton
- Anthony Hopkins : Capitaine Johnson
- Nanette Newman : Velvet Brown
- Peter Barkworth : Pilote
- Dinsdale Landen : Mr. Curtis
- Sarah Bullen : Beth
- Jeffrey Byron : Scott Saunders
- Richard Warwick : Tim
- Daniel Albineri : Wilson
- Norman Wooland